# Лелант
Лелант (др.-греч. Λήλαντος) — в древнегреческой мифологии титан. Имя может быть истолковано как производное от «двигаться незаметным», «избегать внимания». Она напоминает название Лелантской равнины на острове Эвбея (которую, в частности, упоминают Страбон и Феогнид.
Лелант имел дочь Авру от океаниды Перибеи. Сведения про него сохранились только в «Деяниях Диониса» Нонна.